# ميخائيل بيوتروفسكي

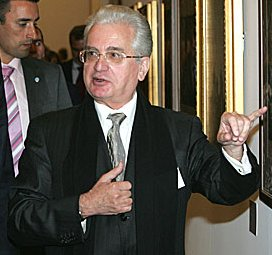

ميخائيل پيوتروڤسكي (بالروسية: Михаил Борисович Пиотровский) (بالإنجليزية: Mikhail Piotrovsky)‏ (ولد 1363 هـ / 1944 م) هو مستشرق روسي ومدير متحف أرميتاج في سانت بطرسبورگ. ترعرع في جو يتصف بحب الشرق واحترام الحضارات العريقة. وكان والده، بوريس پيوتروڤسكي، مستشرقاً عالما معروفا في مجال المصريات ومديرا لمتحف الأرميتاج أيضا. أما والدته، هريپسيمه جان‌پولادجيان، فهي عالمة آثار وباحثة في حضارة الاورارتو.

## دراسته
درس ميخائيل بيوتروفسكي في قسم الشرق بجامعة لنينگراد (مدينة پطرسبورگ حاليا) التي أوفدته إلى مصر ليتلقى دورة تدريبية وليتمرن في جامعة القاهرة. وفي عام 1967 أصبح ميخائيل پيوتروفسكي باحثا في فرع لينينغراد لمعهد الاستشراق لدى اكاديمة العلوم السوفيتية.
دافع ميخائيل بيوتروفسكي عام 1973 عن أطروحة الدكتوراه في موضوع قصة الملك الحميري أسعد الكامل، ثم توجه إلى جمهورية اليمن الديموقراطية الشعبية حيث عمل مترجما ومدرسا لتاريخ اليمن بالمدرسة العليا للعلوم الاجتماعية.
وقد رافق بيوتروفسكي الصبي أبويه الذين شاركا في التنقيبات الأثرية للمستوطنات القديمة. ولعل ساعده هذا الامر في تقرير مصيره العلمي فيما بعد والهمة على المشاركة في عمليات التنقيب الأثرية في كل من منطقتي القوقاز وآسيا الوسطى. اما في عام 1983 فعمل في البعثة السوفيتية اليمنية التاريخية المشتركة التي قامت بالدراسات الميدانية لطرق المواصلات التجارية العريقة. كما شارك في عمليات التنقيب عن المدن والمعابد العريقة والدراسات الاثنية المرافقة.
وعكف بيوتروفسكي على دراسة جزيرة العرب. وكتب الدراسات في مملكتي سبأ وحمير وتاريخ الإسلام والنقوش العربية القديمة في الجزيرة العربية وملحمة العرب وحكاياتهم القديمة. واهتم بيوتروفسكي بصورة خاصة بالعلاقة بين الحضارتين الجاهلية والإسلامية. وتناولت دراساته أواخر العصر الجاهلي ومطلع العصر الإسلامي. وقد ترجمت دراساته الكثيرة في موضوع تاريخ العرب إلى اللغة العربية. وألقى محاضرات في جامعات الدول العربية حيث حظي بشهرة كونه مستشرقا ومستعرباً معروفاً.
في عام 1984 دافع بيوتروفسكي اطروحة دكتوراه الدولة في موضوع «جنوب الجزيرة العربية في مطلع القرون الوسطى».

## توليه إدارة المتحف
اسند إلى بيوتروفسكي عام 1992 بان يتولى إدارة متحف الأرميتاج في بطرسبورغ. حيث بدأ بممارسة الانشطة الثقافية الرامية إلى دعاية الفن الروسي. وشارك بيوتروفسكي في افتتاح فروع للارميتاج في كل من أمستردام وقازان. ويخطط حاليا لافتتاح الأرميتاج المصغر في إيطاليا.
وقد ذاع صيت الارميتاج الذي أسسته الامبراطورة كاترينا الثانية بصفته اغنى متاحف الفنون التشكيلية والتحف التاريخية والحضارية في العالم. ويعود الفضل الكبير لذلك إلى الاب والابن بيوتروفسكي. ولا تشهد قاعات الارميتاج المعارض المعروضات والتحف المختلفة فحسب بل وتلقى فيها المحاضرات وتجرى الندوات في شتى مسائل التاريخ والثقافة والعلم.

## روابط خارجية
- ميخائيل بيوتروفسكي على موقع IMDb (الإنجليزية)